# Semele (Schiller)
Semele. Eine lyrische Operette von zwei Szenen ist ein 1779 oder im Winter 1779/80 entstandenes Singspiel von Friedrich Schiller. Es wurde im Musen-Almanach Anthologie auf das Jahr 1782 veröffentlicht. 1800–1803 redigierte Schiller das Stück nochmals anhand eines Raubdruckes aus dem Jahr 1800, rückte jedoch von einer Neuveröffentlichung ab. Nach seinem Tod veröffentlichte der Freund und Förderer Christian Gottfried Körner die überarbeitete Fassung 1807 im fünften Band der Reihe Theater von Schiller im Cotta-Verlag.
Die Vorlage für das Werk bildet ein Abschnitt im dritten Buch der Metamorphosen des Ovid. Die eifersüchtige Juno überredet in der Gestalt der Amme Beroe die thebanische Königstochter Semele zu einer Begegnung mit dem Liebhaber. Als Zeus seiner Geliebten den Wunsch, ihn sehen zu dürfen, erfüllt, wird diese augenblicklich von seinem Glanz vernichtet.

## Inhalt

### 1. Szene
Juno will sich an Semele, der Geliebten ihres Gatten Zeus, rächen. Dafür nimmt sie die Gestalt der Amme Beroe an. Semele soll Zeus’ wahre Gestalt erfahren, um sich zu vergewissern, dass es sich bei ihrem Geliebten wirklich um den Göttervater handelt. Semele willigt ein und erzählt, dass sich der Gott auch über die Eifersucht seiner Gattin mokiert. Schließlich macht sich die Prinzessin über die scheinbar abwesende Gattin lustig und maßt sich an, die Götter zu verspotten.

### 2. Szene
Der verliebte Zeus gebietet seinem Sohn Hermes, den Griechen für ihre Opfergaben mit reicher Ernte zu danken. Als er Semele trifft, unterstellt sie ihm Betrug. Obwohl Zeus einen Regenbogen zaubert und den Wechsel von Tag zu Nacht beschleunigt, zeigt sich Semele weiterhin unberührt. Nachdem sie Zeus einen Wunsch sowie dessen unbedingte Erfüllung entlockt hatte – der Gott schwor es beim Fluss Styx – fordert sie ihn auf, sich zu zeigen. Zeus kommt der Bitte nach.

## Rezeption
Schiller selbst verwarf 1789 in einem Brief an seine spätere Ehefrau Charlotte von Schiller das Werk: „Dass Sie der Semele erwähnen, hat mich ordentlich erschreckt. Mögen mir’s Apoll und seine neun Musen vergeben, dass ich mich so gröblich an ihnen versündigt habe!“ Johann Andreas Streicher verfasste in seiner Schrift Schillers Flucht von Stuttgart nach Mannheim und Aufenthalt in Mannheim von 1782–1785 eine Erinnerung, in der er Schillers Semele wegen der technischen Möglichkeiten des Theaters als unaufführbar betrachtete. 
Nachfolgende Autoren übernahmen teilweise Schillers negative Einschätzung. Gustav Schwab wertete die Weigerung Schillers, die Operette Semele in der Ausgabe seiner Dramen aufzunehmen, als Konsequenz einer ästhetischen Reife. In seinem Werk Friedrich Schiller als Mensch, Geschichtschreiber, Denker und Dichter meinte der Journalist Karl Grün: „Das ganze ist durchaus eine Mißgeburt, aus einer griechischen Statue und einer Schiller’schen Gefühlsfratze zusammengewachsen, ungenießbar und abschreckend.“
Die Uraufführung im Jahr 1900 an Schillers Geburtstag im Königlichen Schauspielhaus Berlin fand eine gute Resonanz. Laut Richard von Kralik soll es sich aber lediglich um einen Achtungserfolg gehandelt haben.
Im 20. Jahrhundert wird der Zusammenhang mit den prunkvollen Theateraufführungen am Hof Herzog Karl Eugens herausgestellt, die Schiller sah. Daraus erklären sich die technischen Anforderungen einer Aufführung der Semele (Theatermaschinerie usw.) und auch das für Schillers Frühwerk ungewöhnliche Sujet aus der antiken Mythologie, ein „echter Rokokostoff“. Denn die antike Dichtung spielte für Schiller erst in seiner Weimarer Zeit eine größere Rolle. So wird auch verständlich, dass der antike Stoff der Semele hier „mehr im Sinne der Rokokooper als (der Intention nach) in griechischem Geiste behandelt ist“. Weitergehende Überlegungen, dass „das alles von Schiller einmal ernst gemeint war“, dass es sich womöglich zunächst (1779) um eine höfische Auftragsarbeit gehandelt habe und dass die übertreibenden Formulierungen das Ergebnis einer Überarbeitung (etwa 1781) im Sinne einer Parodierung seien, sind lediglich Spekulation.
In neuerer Zeit urteilte der Biograph Peter-André Alt: „Mag der Text auch durch eine dramaturgisch einfache Grundkonstruktion getragen werden, so hat er doch seinen künstlerischen Reiz. Schiller gelingt es, dem mythischen Stoff eine eigene Handschrift einzuprägen. [...] Mit der Semele hat der junge Schiller sein erstes literarisches Meisterstück vorgelegt, das die anderen Arbeiten der Anthologie in den Hintergrund drängt.“ Günter Oesterle sieht Schillers spätere Ablehnung in dessen Hinwendung zur Klassik begründet.

### Musik
Neun Versuche, Semele ganz oder teilweise mit Musik zu versehen, sind bekannt oder werden behauptet:
- nicht belegbar (um 1779–1780): Semele. Eine lyrische Operette von Johann Rudolf Zumsteeg (1760–1802). Falls es unmittelbar zur Abfassungszeit von Schillers Text eine Vertonung gab, stammte sie von Zumsteeg.[17]
- undatiert (um 1800–1820): Vertonung einer Szene durch Adolph Bernhard Marx (1795–1866) „in Knabenjahren“, Einzelheiten unbekannt[18]
- 1818 (Uraufführung in St. Petersburg): Ballettmusik von Catterino Cavos (1775–1840) und Ferdinand Antonolini († 1824) zu einem russischen, von Andrej Andrejewitsch Schandr (1789–1873)  nach Schillers Vorlage bearbeiteten Schauspiel Semele, oder Junos Rache[19]
- 1828 (Uraufführung in Moskau): Schauspielmusik von Alexei Nikolajewitsch Werstowski (1799–1862) zu einem russischen, von Andrej Andrejewitsch Schandr  nach Schillers Vorlage bearbeiteten Schauspiel Semele, oder Junos Rache[20]
- 1887 (Uraufführung in Altenburg): Semele. Lyrische Operette in zwei Szenen von Franz Curti (1854–1898)[21]
- 1900 (Uraufführung in Berlin) mit Musik von 1743: Semele von Georg Friedrich Händel für die deutsche Bühne, zu Schillers Dichtung ›Semele‹ eingerichtet und bearbeitet von Ferdinand Hummel (1855–1928)[22]
- undatiert (vor 1908): Finale aus Semele von W. Stredicke (Lebensdaten unbekannt), bearbeitet von Ernst Schmidt-Cöthen (Druck um 1904–1908)[23]
- undatiert (um 1900–1929), nie aufgeführt: Semele, Oper von Joseph Gustav Mrazek (1878–1944) auf ein eigenes Libretto[24]
- nicht ausgeführtes Projekt: Semele, Oper von Franz Liszt (1811–1886) auf ein Libretto von Karl Ritter[25]

### Textüberlieferung
Die modernen Ausgaben basieren auf drei Quellen:
- Anthologie auf das Jahr 1782. Gedrukt  in der Buchdrukerei  zu Tobolsko [= Metzler, Stuttgart], ohne Jahr [= Mitte Februar 1782], S. 199–243: Semele, eine lyrische Operette von zwo Scenen (Digitalisat).[27][28]
- Sämmtliche Gedichte von Friedrich Schiller, Professor in Jena. Frankfurt 1800 (Raubdruck). – Von Schiller überarbeitetes Exemplar in Weimar, Bibliothek der Stiftung Weimarer Klassik, bei dem aber 13 Seiten fehlen.
- Theater von Schiller. Fünfter Band. J. G. Cotta’sche Buchhandlung, Tübingen 1807, S. 389–420: Semele in zwey Scenen (Digitalisat). – Von Christian Gottfried Körner auf der Basis des von Schiller überarbeiteten Raubdrucks herausgegeben, wobei Körner einige Änderungen rückgängig machte und andererseits zusätzliche Änderungen vornahm. Für die 13 Seiten, die in Schillers Arbeitsexemplar fehlen, ist ersatzweise diese Ausgabe heranzuziehen.

Bei der Überarbeitung in den Jahren 1800–1803 beabsichtigte Schiller vor allem eine Straffung und stilistische Vereinfachung des Texts.

### Textausgaben
- Friedrich Schiller: Semele. In: Schiller. Werke in drei Bänden(?). Band 2. Carl Hanser Verlag, München 1966, S. 1033–1052.
- Friedrich Schiller: Semele. Eine lyrische Operette in zwo Szenen. In: Friedrich Schiller: Sämtliche Werke in zehn Bänden. Berliner Ausgabe, herausgegeben von Hans-Günther Thalheim und einem Kollektiv von Mitarbeitern. Band 2, bearbeitet von Regine Otto. Aufbau-Verlag, Berlin/Weimar 1981, DNB 821151606, S. 5–27  und 821–826.

### Sekundärliteratur
- Ludwig Finscher: Was ist eine lyrische Operette? Anmerkungen zu Schillers „Semele“. In: Achim Aurnhammer u. a. (Hrsg.): Schiller und die höfische Welt. Max Niemeyer Verlag, Tübingen 1990, ISBN 3-484-10649-2, S. 152–155.
- Ingo Müller: Dramatische Intrige und musikalische Gegenwärtigkeit. Zur Frage der Intermedialität von Friedrich Schillers „lyrischer Operette“ „Semele“. In: Wilfried Barner (Hrsg.): Jahrbuch der Deutschen Schillergesellschaft. Band 57. Wallstein Verlag, Göttingen 2013, ISBN 978-3-8353-1322-4, S. 75–104.
- Günter Oesterle: Exaltationen der Natur. Friedrich Schillers „Semele“ als Poetik tödlicher Ekstase. In: Georg Braungart (Hrsg.): Schillers Natur, Leben, Denken und literarisches Schaffen. Meiner, Hamburg 2005, ISBN 3-7873-1770-8, S. 209–220.
- Matthias Luserke-Jaqui: Friedrich Schiller (= UTB. Nr. 2595). A. Francke Verlag, Tübingen/Basel 2005, ISBN 3-7720-3368-7, S. 63–86.
- Karl Pestalozzi: Dichtung als verborgene Theologie im 18. Jahrhundert. Lavaters religiöses Drama „Abraham und Isaak“ und Schillers Operette „Semele“. De Gruyter, Berlin 2012, ISBN 978-3-11-029448-4.